# Omphalodes verna
Espèce
Classification phylogénétique
L'Omphalodes du printemps ou la Petite Bourrache printanière, Omphalodes verna, est une espèce de plantes de la famille des Boraginacées originaire d'Europe.

## Position taxinomique et historique
Comme les autres plantes de son genre, Omphalodes verna fait partie de la sous-famille des Boraginoideae.
La plante est décrite, en 1753, une première fois par Carl von Linné sous le nom de Cynoglossum omphaloides.
En 1794, Conrad Moench, sur la base d'un autre exemplaire, la décrit à nouveau et la place dans le genre Omphalodes.
En 1819, Johann Jakob Römer et Josef August Schultes la déplacent dans le genre Picotia : Picotia verna (Moench) Roem. & Schult.
En 1827, Albrecht Wilhelm Roth la place à son tour dans le genre Omphalium : Omphalium vernum (Moench) Roth
Enfin, en 1895, Andreas Voss reclasse Cynoglossum omphaloides L. dans le genre Omphalodes : Omphaloides omphaloides (L.) Voss : il crée ainsi un dernier synonyme.
Elle compte plusieurs synonymes :
- Cynoglossum omphaloides L.
- Cynoglossum vernale Salisb.
- Omphalium vernum (Moench) Roth
- Omphalodes omphaloides (L.) Voss
- Omphalodes repens Schrank
- Picotia verna (Moench) Roem. & Schult.

On relève aussi une sous-espèce : Omphalodes verna subsp. graeca Greuter (2005)

## Description
Il s'agit d'une plante herbacée vivace, de 10 à 30 centimètres de haut, formant une touffe stolonifère.
Les tiges, grêles, érigées, non ramifiées, portent des feuilles alternes, lancéolées vert-clair, minces, à une nervure centrale et pubescentes. Le limbe atteint 7 cm.
La floraison s'étend de mars à juin.
Les fleurs sont bleues à œillet blanc, de cinq à vingt en racème de cymes unipares hélicoïdes.
La corolle de la fleur est large de dix à quinze millimètres, une à deux fois plus longue que le calice.
Cette espèce compte 48 chromosomes : il s'agit d'une espèce tétraploïde

## Distribution
Omphalodes verna est originaire d'Europe tempérée et méridionale : Europe centrale (Autriche), Balkans (ancienne Yougoslavie), Italie, Roumanie.
Son habitat est formé préférentiellement de sous-bois clairs.
Elle est maintenant largement répandue dans l'ensemble des pays à climat tempéré comme plante ornementale. De nombreux horticulteurs la diffusent en France

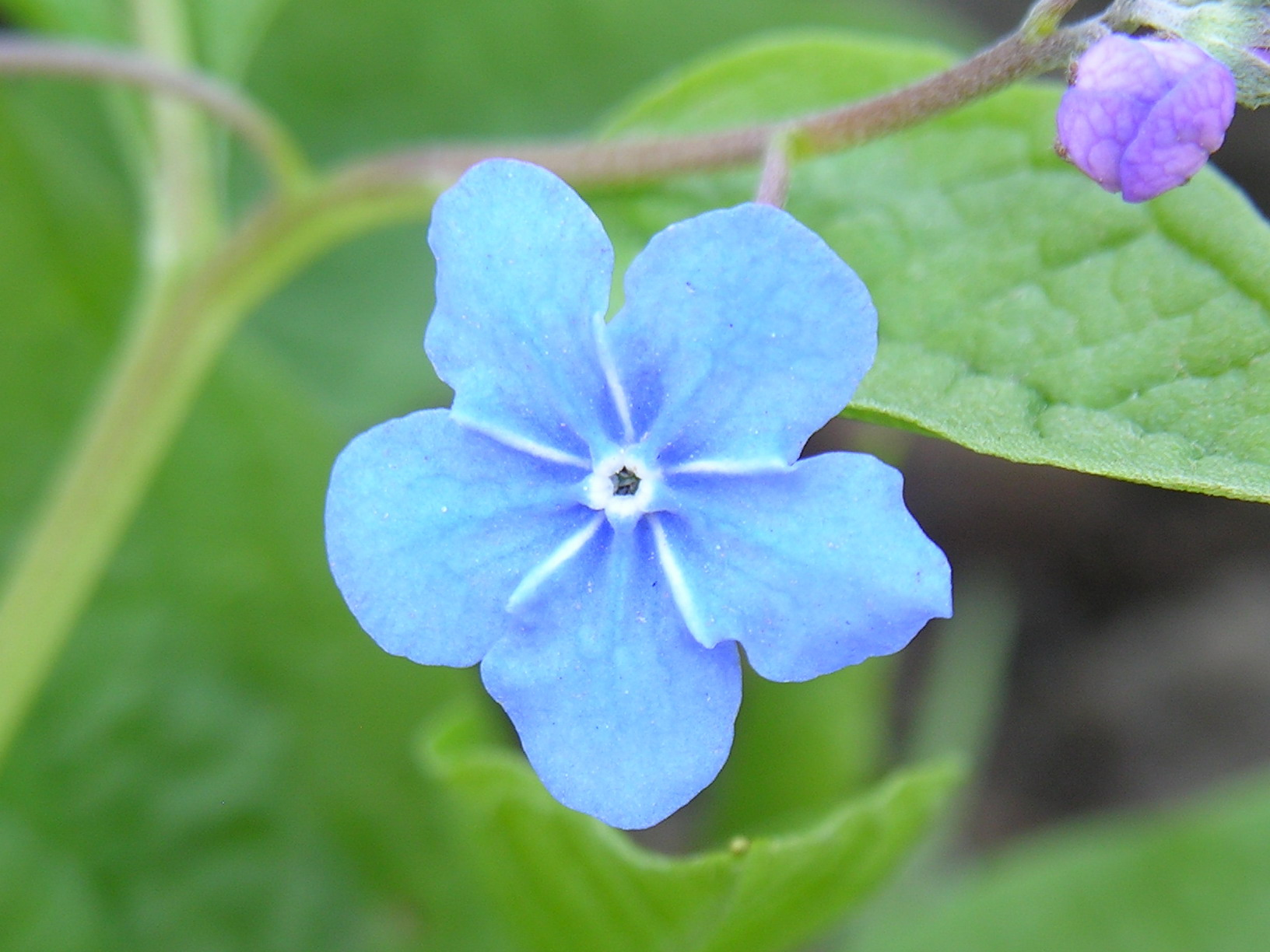
Fleur